# District de Shuncheng
Le district de Shuncheng (顺城区 ; pinyin : Shùnchéng Qū) est une subdivision administrative de la province du Liaoning en Chine. Il est placé sous la juridiction de la ville-préfecture de Fushun.